# André Saint-Germain
André Saint-Germain est un acteur, né à Paris le 3 mai 1887. Il meurt à Berlin-Neukölln en Allemagne, le 6 janvier 1973. Il commença sa carrière en France avant de se produire dans les productions d'Outre-Rhin.
Il fut Maréchal des logis pendant la première guerre mondiale, et déserta pendant l'occupation de la Ruhr.
Avec Paul Ferdonnet, il collabora dans l'Allemagne nazie, en étant une des voix de Radio Stuttgart.
Il fut condamné par contumace le 6 mars 1940 à la peine de mort par le tribunal militaire à Paris, peine qui ne fut jamais exécutée.

## Filmographie
- 1927 : Combat de boxe de Charles Dekenkelaire
- 1930 : Quatre de l'infanterie (Westfront 1918) de Georg Wilhelm Pabst
- 1931 : Gloria de Hans Behrendt et Yvan Noé - Le photographe
- 1931 : Les Monts en flammes de Luis Trenker et Joë Hamman
- 1931 : Salto mortale d'Ewald André Dupont
- 1932 : Le Triangle de feu d'Edmond T. Gréville et Johannes Guter
- 1932 : L'Homme qui ne sait pas dire non de Heinz Hilpert
- 1932 : IF1 ne répond plus de Karl Hartl
- 1933 : Un jour viendra de Gerhard Lamprecht et Serge Veber
- 1936 : Prends la route ! de Jean Boyer et Louis Chavance
- 1936 : Allotria de Willi Forst - Le reporter français
- 1937 : Togger de Jürgen von Alten - Le journaliste français
- 1937 : Patriotten de Karl Ritter
- 1937 : Manège de Carmine Gallone
- 1937 : Fanny Elssler de Paul Martin
- 1938 : Der katzensteg de Fritz-Peter Buch
- 1938 : Toi et moi (Du und ich) de Wolfgang Liebeneiner
- 1938 : Pour le mérite de Karl Ritter - Le capitaine français
- 1939 : L'Héritier des Mondésir de Albert Valentin - Chabernac
- 1939 : Der polizeifunk meldet de Rudolf Van der Noss
- 1939 : Flucht ins dunkel de Arthur Maria Rabenalt
- 1941 : Carl Peters de Herbert Selpin
- 1944 : Philharmoniker de Paul Verhoeven
- 1945 : Kolberg de Veit Harlan
- 1954 : La Déesse d'or de Abner Biberman
- 1954 : L'Amiral Canaris de Alfred Weidenmann
- 1958 : Der eiserne Gustav de George Hurdalek
- 1958 : Majestät auf abwegen de Robert A. Stemmle